# SOY SAUCE SONIX
SOY SAUCE SONIX（ソイ・ソース・ソニックス）は、日本の音楽バンド。

## 来歴
- 1989年、その後、山瀬まみ、松田樹利亜が在籍していたBABY'Sのバックバンドとして活動。
- 1991年、結成。
- 1992年、吉田美奈子プロデュースアルバム「NUDEZILLA」でデビュー。
- 1993年、解散。

## メンバー
- 木村聡（ボーカル・作詞・作曲）

東京都出身。
- 石井ヒトシ（ギター・コーラス・作曲、1965年2月18日 - ）

福島県出身。
解散後はBEREEVE、THE SLUT BANKS等で活動。
- 小林勝（ベース・コーラス、1967年12月9日 - ）

東京都出身。
解散後はSADSとしての活動を経て、ザ・クロマニヨンズ、nilとして活動。
- 久嶋善朗（ドラム、1964年6月28日 - ）

石川県出身。
解散後は田村直美、平井堅、aiko、間寛平などのレコーディングに参加。
1999年にはYOSHIROとしてパンクロックバンドCOBRAの再結成メンバーとなった。（2001年に脱退。）